# 880 TCN
880 TCN là một năm trong lịch La Mã.